# AN/PVS-7夜视仪
AN/PVS-7是一種美國研製的單筒式夜視儀，採用第3代影像增強管。該夜視儀是以取代自越戰時期便開始裝備美軍部隊的AN/PVS-5夜視儀作為目標而開發。
“AN/PVS”是根據聯合電子器材命名系統（Joint Electronics Type Designation System）的標準定下的代號，為“陸軍／海軍可攜式視角搜索器”（Army/Navy Portable Visual Search）的縮寫。

## 特點
AN/PVS-7為單目鏡，雙目觀察，視場40度，調焦範圍由250毫米至無限遠。它的簡易固定器能讓使用者更方便地使用，使用者以單手就可以戴上和脫下。而內置的紅外線照明系統附有激活指示燈，自動緩和光線以保護影像增強器；另有「電力不足」顯示功能。PVS-7還可換上另外4種軍規的影像增強管，可視使用者需要或預算來搭配。該夜視儀具防水功能，其內部亦被充入氮氣以防止在極端溫度下造成的冷縮熱脹。

## 目前狀況
在美軍服役的AN/PVS-7系列目前正被更先進的AN/PVS-14夜視儀取代，但由於前者庫存量相當可觀，所以仍然有使用。除美國使用外，該夜視儀也廣泛地被其他國家的軍隊和執法機關所使用。

## 使用者
- 阿富汗
- 阿富汗伊斯蘭酋長國
- 阿根廷
- 加拿大
- 香港
- 伊拉克
- 日本
- 菲律賓
- 乌克兰
- 英国
- 美国

## 流行文化

### 電子遊戲
- 2015年—：AN/PVS-7B於資料片《黑暗降臨》（Blackout）當中作為罪犯使用的夜视仪登場（執法機關則是GPNVG-18全景式夜視儀，但遊戲中效果一樣）。